# 首都医科大学附属北京安定医院
39°57′08″N 116°22′34″E / 39.952242°N 116.376138°E

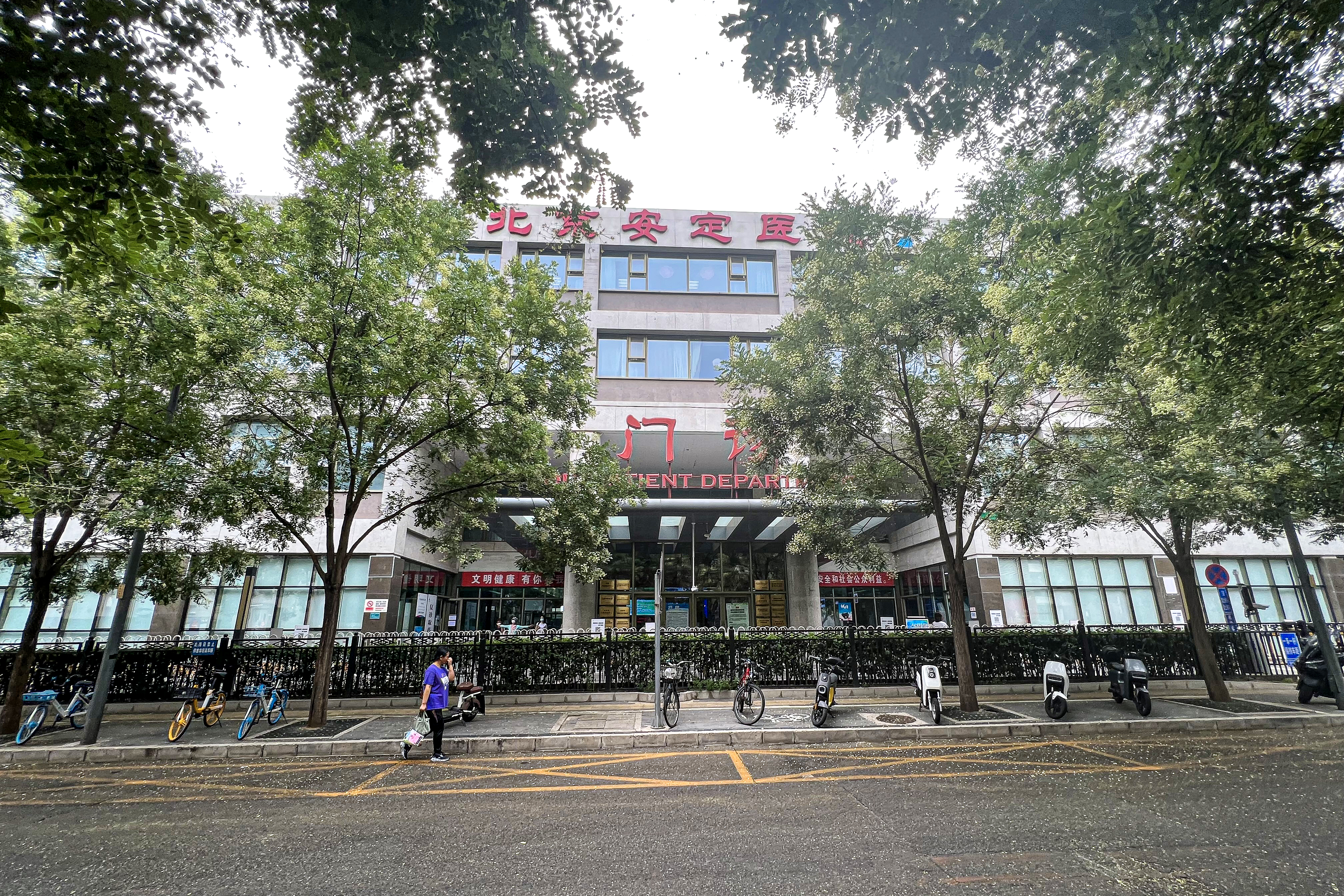
门诊楼

首都医科大学附属北京安定医院是北京市的一所三级甲等医院，为精神专科医院，位于北京市西城区安康胡同5号。

## 沿革
1914年，北洋政府京师警察厅在北京创建该院。1928年，该院改为北平市卫生局和北平协和医学院共同管理，并被命名为“精神病院”，成为北平协和医学院精神医学教学医院。1948年，更名为“精神病防治院”。
1949年北平和平解放，后来该院由北京市卫生局接管。1958年，经北京市人民委员会批准，该院更名为“北京安定医院”。1980年，该院成为首都医科大学的教学医院。1994年，更名为“首都医科大学附属北京安定医院”。2000年，首都医科大学精神卫生学院在该医院挂牌，该学院是中华人民共和国第一所精神卫生学院。

## 现状
该医院集医疗、教学、科研、防治、对外交流为一体。